# 가화삼보
가화삼보(嘉禾三寶)는 1980년대 성룡, 홍금보, 원표가 셋이 항상 같이 다니면서, 감독은 셋 중에서 순번을 정해 돌려가며 담당을 하며 영화 촬영을 하는, 홍콩 영화 최고의 트리오를 일컫는다.

## 멤버
- 성룡

셋 중 무술 실력이 제일 뛰어나며 괴력의 완력과 민첩한 동작을 겸비한 강인한 육체와 위트, 유머를 겸비한 인물이다.
- 홍금보

아이러니하게도 비만임에도 불구하고 동작이 엄청나게 빨랐으며 상대방과 합을 맞추는 능력이 발군이다.
- 원표

셋 중 제일 미남이며 발차기의 고수이다.
이 세 사람의 조합은 홍콩영화를 빛나게 했다.

## 기타
- 가화삼보 전원이 한국어를 구사할 수 있다.

## 가화삼보 작품
- 《프로젝트 A》(1983)
- 《오복성》(1983)
- 《쾌찬차》(1984)
- 《칠복성》(1985)
- 《복성고조》(1985)
- 《비룡맹장》(1988)